# منتخب الأردن لكرة اليد للسيدات
منتخب الأردن لكرة اليد للسيدات هو الممثل الرسمي لدولة الأردن في رياضة كرة اليد. شارك في بطولة آسيا لكرة اليد للسيدات مرة واحدة وكانت تلك المشاركة في سنة 1987، حقق فيها المركز السادس.